# Lista de episódios de Gossip Girl
Gossip Girl é um drama adolescente que estreou em 19 de setembro de 2007 nos Estados Unidos pela The CW. Gossip Girl é baseado na série de livros de mesmo nome, escrita por Cecily von Ziegesar, e foi desenvolvida para televisão pelos criadores de The O.C. Josh Schwartz e Stephanie Savage. A série segue a vida da elite jovem, rica e social que reside no Upper East Side de Manhattan, e é narrada por um personagem invisível e aparentemente onisciente, "Gossip Girl", cujo blog é amplamente lido entre os personagens.
Um total de 121 episódios de Gossip Girl foram ao ar ao longo de seis temporadas, entre 19 de setembro de 2007 e 17 de dezembro de 2012.

## Resumo
| Temporada | Temporada | Episódios | Episódios | Originalmente exibido  | Originalmente exibido  | Média de audiência (em milhões) |
| Temporada | Temporada | Episódios | Episódios | Estreia da temporada   | Final da temporada     | Média de audiência (em milhões) |
| --------- | --------- | --------- | --------- | ---------------------- | ---------------------- | ------------------------------- |
|           | 1         | 18        | 18        | 19 de setembro de 2007 | 19 de maio de 2008     | 2.6                             |
|           | 2         | 25        | 25        | 1 de setembro de 2008  | 18 de maio de 2009     | 2.8                             |
|           | 3         | 22        | 22        | 14 de setembro de 2009 | 17 de maio de 2010     | 2.0                             |
|           | 4         | 22        | 22        | 13 de setembro de 2010 | 16 de maio de 2011     | 1.6                             |
|           | 5         | 24        | 24        | 26 de setembro de 2011 | 14 de maio de 2012     | 1.2                             |
|           | 6         | 10        | 10        | 8 de outubro de 2012   | 17 de dezembro de 2012 | 0.9                             |

## Episódios

### 1ª Temporada: 2007-2008
| N.º na série | N.º na temp. | Título                                                                        | Dirigido por       | Escrito por                                                                            | Exibição original      | Audiência (milhões) |
| ------------ | ------------ | ----------------------------------------------------------------------------- | ------------------ | -------------------------------------------------------------------------------------- | ---------------------- | ------------------- |
| 1            | 1            | "Pilot" "(A Garota do Blog)"                                                  | Mark Piznarski     | Josh Schwartz & Stephanie Savage                                                       | 18 de setembro de 2007 | 3.50                |
| 2            | 2            | "The Wild Brunch" "(Brunch Apimentado)"                                       | Mark Piznarski     | Josh Schwartz & Stephanie Savage                                                       | 25 de setembro de 2007 | 2.48                |
| 3            | 3            | "Poison Ivy" "(Hera Venenosa)"                                                | J. Miller Tobin    | Felicia D. Henderson                                                                   | 2 de outubro de 2007   | 2.75                |
| 4            | 4            | "Bad News Blair" "(Más Notícias, Blair)"                                      | Patrick Norris     | Joshua Safran                                                                          | 9 de outubro de 2007   | 2.80                |
| 5            | 5            | "Dare Devil" "(A Demolidora)"                                                 | Jamie Babbit       | Lenn K. Rosenfeld                                                                      | 16 de outubro de 2007  | 2.41                |
| 6            | 6            | "The Handmaiden's Tale" "(O Conto da Criada)"                                 | Norman Buckley     | Jessica Queller                                                                        | 23 de outubro de 2007  | 2.54                |
| 7            | 7            | "Victor, Victrola" "(Victor ou Victrola)"                                     | Tony Wharmby       | K.J. Steinberg                                                                         | 6 de novembro de 2007  | 2.52                |
| 8            | 8            | "Seventeen Candles" "(Dezessete Velinhas)"                                    | Lee Shallat-Chemel | História por : Felicia D. Henderson Roteiro por : Joshua Safran & Felicia D. Henderson | 13 de novembro de 2007 | 2.95                |
| 9            | 9            | "Blair Waldorf Must Pie!" "(Blair Waldorf Precisa de Torta!)"                 | Mark Piznarski     | História por : Lenn K. Rosenfeld Roteiro por : Jessica Queller & K.J. Steinberg        | 27 de novembro de 2007 | 2.93                |
| 10           | 10           | "Hi, Society" "(Oi, Sociedade!)"                                              | Patrick Norris     | Joshua Safran                                                                          | 4 de dezembro de 2007  | 2.44                |
| 11           | 11           | "Roman Holiday" "(O Feriado do Roman)"                                        | Michael Fields     | Jessica Queller                                                                        | 17 de dezembro de 2007 | 1.81                |
| 12           | 12           | "School Lies" "(Mentiras Escolares)"                                          | Tony Wharmby       | Lenn K. Rosenfeld                                                                      | 2 de janeiro de 2008   | 2.19                |
| 13           | 13           | "The Thin Line Between Chuck and Nate" "(Uma Linha Tênue Entre Chuck e Nate)" | Norman Buckley     | Felicia D. Henderson                                                                   | 9 de janeiro de 2008   | 2.27                |
| 14           | 14           | "The Blair Bitch Project" "(A Bruxa da Blair)"                                | J. Miller Tobin    | K.J. Steinberg                                                                         | 21 de abril de 2008    | 2.50                |
| 15           | 15           | "Desperately Seeking Serena" "(Procura-se Serena Desesperadamente)"           | Michael Fields     | Felicia D. Henderson                                                                   | 28 de abril de 2008    | 2.53                |
| 16           | 16           | "All About My Brother" "(Tudo Sobre o Meu Irmão)"                             | Janice Cooke       | Paul Sciarrotta                                                                        | 5 de maio de 2008      | 2.12                |
| 17           | 17           | "Woman on the Verge" "(Uma Mulher no Limite)"                                 | Tony Wharmby       | Joshua Safran                                                                          | 12 de maio de 2008     | 2.71                |
| 18           | 18           | "Much 'I Do' About Nothing" "(Muito Eu Fiz por Nada)"                         | Norman Buckley     | Josh Schwartz & Stephanie Savage                                                       | 19 de maio de 2008     | 3.00                |

### 2ª Temporada: 2008-2009
| N.º na série | N.º na temp. | Título                                                                       | Dirigido por        | Escrito por                           | Exibição original      | Audiência (milhões) |
| ------------ | ------------ | ---------------------------------------------------------------------------- | ------------------- | ------------------------------------- | ---------------------- | ------------------- |
| 19           | 1            | "Summer, Kind of Wonderful" "(Um Verão Quase Maravilhoso)"                   | J. Miller Tobin     | Joshua Safran                         | 2 de setembro de 2008  | 3.43                |
| 20           | 2            | "Never been Marcused" "(E Marcus... Nada?)"                                  | Michael Fields      | Stephanie Savage                      | 8 de setembro de 2008  | 3.25                |
| 21           | 3            | "The Dark Night" "(A Noite Escura)"                                          | Janice Cooke        | John Stephens                         | 15 de setembro de 2008 | 3.73                |
| 22           | 4            | "The Ex-Files" "(Os Arquivos da Ex)"                                         | Jim McKay           | Robert Hull                           | 22 de setembro de 2008 | 3.33                |
| 23           | 5            | "The Serena Also Rises" "(Quem é Serena Também se Eleva)"                    | Patrick Norris      | Jessica Queller                       | 29 de setembro de 2008 | 3.40                |
| 24           | 6            | "New Haven Can Wait" "(New Haven Pode Esperar)"                              | Norman Buckley      | Alexandra McNally & Joshua Safran     | 13 de outubro de 2008  | 3.31                |
| 25           | 7            | "Chuck in Real Life" "(Chuck na Vida Real)"                                  | Tony Wharmby        | Lenn K. Rosenfeld                     | 20 de outubro de 2008  | 3.03                |
| 26           | 8            | "Pret-a-Poor-J" "(Sob Medida Para Jenny)"                                    | Vondie Curtis-Hall  | Amanda Lasher                         | 27 de outubro de 2008  | 3.05                |
| 27           | 9            | "There Might Be Blood" "(Sangue, Suor e Lágrimas)"                           | Michael Fields      | Etan Frankel & John Stephens          | 3 de novembro de 2008  | 3.16                |
| 28           | 10           | "Bonfire of the Vanity" "(A Fogueira da Vaidade)"                            | David Von Ancken    | Jessica Queller                       | 10 de novembro de 2008 | 2.88                |
| 29           | 11           | "The Magnificent Archibalds" "(Os Magníficos Archibalds)"                    | Jean de Segonzac    | Joshua Safran                         | 17 de novembro de 2008 | 2.89                |
| 30           | 12           | "It's a Wonderful Lie" "(Mentirinha de Nada)"                                | Patrick Norris      | Robert Hull                           | 1 de dezembro de 2008  | 3.11                |
| 31           | 13           | "O Brother, Where Bart Thou?" "(E Aí Bart, Cadê Você?)"                      | Joe Lazarov         | Stephanie Savage                      | 8 de dezembro de 2008  | 2.99                |
| 32           | 14           | "In the Realm of the Basses" "(No Reino dos Bass)"                           | Tony Wharmby        | John Stephens                         | 5 de janeiro de 2009   | 2.96                |
| 33           | 15           | "Gone with the Will" "(E o Testamento Levou)"                                | Tricia Brock        | Amanda Lasher                         | 12 de janeiro de 2009  | 2.85                |
| 34           | 16           | "You've Got Yale!" "(A Yale é Toda Sua)"                                     | Janice Cooke        | Joshua Safran                         | 19 de janeiro de 2009  | 2.22                |
| 35           | 17           | "Carnal Knowledge" "(Conhecimento Carnal)"                                   | Elizabeth Allen     | Alexandra McNally & Lenn K. Rosenfeld | 2 de fevereiro de 2009 | 2.31                |
| 36           | 18           | "The Age of Dissonance" "(A Idade da Dissonância)"                           | Norman Buckley      | Jessica Queller                       | 16 de março de 2009    | 2.33                |
| 37           | 19           | "The Grandfather" "(O Poderoso Vovô)"                                        | J. Miller Tobin     | Robert Hull & Etan Frankel            | 23 de março de 2009    | 2.25                |
| 38           | 20           | "Remains of the J" "(Vestígios de Jenny)"                                    | Allison Liddi-Brown | Sarah Frank-Meltzer                   | 30 de março de 2009    | 2.45                |
| 39           | 21           | "Seder Anything" "(Nada a Declarar)"                                         | John Stephens       | Amanda Lasher                         | 20 de abril de 2009    | 2.37                |
| 40           | 22           | "Southern Gentlemen Prefer Blondes" "(Cavaleiros do Sul Preferem as Loiras)" | Patrick Norris      | Leila Gerstein                        | 27 de abril de 2009    | 1.97                |
| 41           | 23           | "The Wrath of Con" "(A Ira do Vigarista)"                                    | Janice Cooke        | Sara Goodman                          | 4 de maio de 2009      | 2.22                |
| 42           | 24           | "Valley Girls" "(Garotas de Los Angeles)"                                    | Mark Piznarski      | Josh Schwartz & Stephanie Savage      | 11 de maio de 2009     | 2.30                |
| 43           | 25           | "The Goodbye Gossip Girl" "(O Adeus da Gossip Girl)"                         | Norman Buckley      | Joshua Safran                         | 18 de maio de 2009     | 2.23                |

### 3ª Temporada: 2009-2010
| N.º na série | N.º na temp. | Título                                                                   | Dirigido por         | Escrito por                      | Exibição original      | Audiência (milhões) |
| ------------ | ------------ | ------------------------------------------------------------------------ | -------------------- | -------------------------------- | ---------------------- | ------------------- |
| 44           | 1            | "Reversals of Fortune" "(Fortuna Inversa)"                               | J. Miller Tobin      | Joshua Safran                    | 14 de setembro de 2009 | 2.55                |
| 45           | 2            | "The Freshmen" "(Calouros)"                                              | Norman Buckley       | Amanda Lasher                    | 21 de setembro de 2009 | 1.97                |
| 46           | 3            | "The Lost Boy" "(O Garoto Perdido)"                                      | Jean de Segonzac     | Robert Hull                      | 28 de setembro de 2009 | 2.36                |
| 47           | 4            | "Dan de Fleurette" "(Dan, o Enfeite)"                                    | Mark Piznarski       | John Stephens                    | 5 de outubro de 2009   | 2.08                |
| 48           | 5            | "Rufus Getting Married" "(Rufus se Casando)"                             | Ron Fortunato        | Leila Gerstein                   | 12 de outubro de 2009  | 2.36                |
| 49           | 6            | "Enough About Eve" "(Já Chega de "A Malvada")"                           | John Stephens        | Jake Coburn                      | 19 de outubro de 2009  | 1.98                |
| 50           | 7            | "How to Succeed in Bassness" "(Como Ir Bem nos Negócios dos Bass)"       | Joe Lazarov          | Sara Goodman                     | 26 de outubro de 2009  | 2.31                |
| 51           | 8            | "The Grandfather: Part II" "(O Poderoso Vovô: Parte II)"                 | Mark Piznarski       | Lenn K. Rosenfeld                | 2 de novembro de 2009  | 1.98                |
| 52           | 9            | "They Shoot Humphreys, Don't They?" "(Será Que Acabam com a Humphrey?)"  | Alison Maclean       | Amanda Lasher                    | 9 de novembro de 2009  | 2.37                |
| 53           | 10           | "The Last Days of Disco Stick" "(Os Últimos Dias da Varinha Pop)"        | Tony Wharmby         | Leila Gerstein                   | 16 de novembro de 2009 | 2.24                |
| 54           | 11           | "The Treasure of Serena Madre" "(O Tesouro de Serena Madre)"             | Mark Piznarski       | Robert Hull & Joshua Safran      | 30 de novembro de 2009 | 2.23                |
| 55           | 12           | "The Debarted" "(O Traído)"                                              | Jason Ensler         | Stephanie Savage                 | 7 de dezembro de 2009  | 2.21                |
| 56           | 13           | "The Hurt Locket" "(O Medalhão)"                                         | Tony Wharmby         | Sara Goodman                     | 8 de março de 2010     | 1.74                |
| 57           | 14           | "The Lady Vanished" "(A Desaparecida)"                                   | Andrew McCarthy      | Amanda Lasher & Robert Hull      | 15 de março de 2010    | 1.73                |
| 58           | 15           | "The Sixteen Year Old Virgin" "(A Virgem de Dezesseis Anos)"             | Wendey Stanzler      | Leila Gerstein                   | 22 de março de 2010    | 1.90                |
| 59           | 16           | "The Empire Strikes Jack" "(O Império Ataca Jack)"                       | Joe Lazarov          | Jake Coburn                      | 29 de março de 2010    | 1.69                |
| 60           | 17           | "Inglorious Bassterds" "(Basstardos Inglórios)"                          | Jean de Segonzac     | Lenn K. Rosenfeld                | 5 de abril de 2010     | 1.74                |
| 61           | 18           | "The Unblairable Lightness of Being" "(O Insustentável Leveza de Blair)" | Janice Cooke-Leonard | Jeanne Leitenberg                | 12 de abril de 2010    | 1.86                |
| 62           | 19           | "Dr. Strangeloved" "(Dr. Fantástico Amado)"                              | Darnell Martin       | Robert Hull                      | 26 de abril de 2010    | 2.05                |
| 63           | 20           | "It's a Dad, Dad, Dad, Dad World" "(Deu a Louca no Papai)"               | Jeremiah Chechik     | Amanda Lasher                    | 3 de maio de 2010      | 1.74                |
| 64           | 21           | "Ex-Husbands and Wifes" "(Ex-Maridos e Esposas)"                         | Norman Buckley       | Sara Goodman                     | 10 de maio de 2010     | 1.79                |
| 65           | 22           | "Last Tango, Then Paris" "(Último Tango, Depois Paris)"                  | J. Miller Tobin      | Joshua Safran & Stephanie Savage | 17 de maio de 2010     | 1.96                |

### 4ª Temporada: 2010-2011
| N.º na série | N.º na temp. | Título                                                             | Dirigido por        | Escrito por                      | Exibição original       | Audiência (milhões) |
| ------------ | ------------ | ------------------------------------------------------------------ | ------------------- | -------------------------------- | ----------------------- | ------------------- |
| 66           | 1            | "Belles de Jour" "(Belas da Tarde)"                                | Mark Piznarski      | Joshua Safran & Stephanie Savage | 13 de setembro de 2010  | 1.83                |
| 67           | 2            | "Double Identity" "(Identidade Dupla)"                             | Mark Piznarski      | Sara Goodman & Joshua Safran     | 20 de setembro de 2010  | 1.84                |
| 68           | 3            | "The Undergraduates" "(As Universitárias)"                         | Norman Buckley      | Amanda Lasher                    | 27 de setembro de 2010  | 1.78                |
| 69           | 4            | "Touch of Eva" "(Toque de Eva)"                                    | Andrew McCarthy     | Leila Gerstein                   | 4 de outubro de 2010    | 2.00                |
| 70           | 5            | "Goodbye, Columbia" "(Adeus, Columbia)"                            | Jeremiah Chechik    | Robert Hull                      | 11 de outubro de 2010   | 1.78                |
| 71           | 6            | "Easy J" "(Calma, J)"                                              | Lee Shallat-Chemel  | Jake Coburn                      | 25 de outubro de 2010   | 1.88                |
| 72           | 7            | "War at the Roses" "(Guerra no Estilo dos Roses)"                  | Joe Lazarov         | Jessica Queller                  | 1 de novembro de 2010   | 1.82                |
| 73           | 8            | "Juliet Doesn't Live Here Anymore" "(Juliet Não Mora Mais Aqui)"   | Patrick Norris      | Jeanne Leitenberg                | 8 de novembro de 2010   | 1.78                |
| 74           | 9            | "The Witches of Bushwick" "(As Bruxas de Bushwick)"                | Ron Fortunato       | Sara Goodman                     | 15 de novembro de 2010  | 1.69                |
| 75           | 10           | "Gaslit" "(Ludibriada)"                                            | Tate Donovan        | Robert Hull & Joshua Safran      | 29 de novembro de 2010  | 1.96                |
| 76           | 11           | "The Townie" "(Menina do Interior)"                                | Joe Lazarov         | Amanda Lasher & Stephanie Savage | 6 de dezembro de 2010   | 2.06                |
| 77           | 12           | "The Kids Are Not All Right" "(A Garotada Vai Aprontar)"           | Allan Kroeker       | K.J. Steinberg                   | 24 de janeiro de 2011   | 1.58                |
| 78           | 13           | "Damien Darko"                                                     | Jeremiah Chechik    | Leila Gerstein                   | 31 de janeiro de 2011   | 1.51                |
| 79           | 14           | "Panic Roommate" "(Colega de Quarto do Pânico)"                    | Andrew McCarthy     | Jake Coburn                      | 7 de fevereiro de 2011  | 1.62                |
| 80           | 15           | "It-Girl Happened One Night" "(Garota Sensação da Noite pro Dia)"  | Bart Wenrich        | Alex McNally                     | 14 de fevereiro de 2011 | 1.32                |
| 81           | 16           | "While You Weren't Sleeping" "(Enquanto Você Não Estava Dormindo)" | Norman Buckley      | Sara Goodman                     | 21 de fevereiro de 2011 | 1.57                |
| 82           | 17           | "Empire of the Son" "(Império do Filho)"                           | David Warren        | Robert Hull                      | 28 de fevereiro de 2011 | 1.39                |
| 83           | 18           | "The Kids Stay in the Picture" "(Os Filhos Permanecem na Foto)"    | J. Miller Tobin     | Jessica Queller                  | 18 de abril de 2011     | 1.43                |
| 84           | 19           | "Petty in Pink" "(Alvo Cor-de-Rosa)"                               | Liz Friedlander     | Amanda Lasher                    | 25 de abril de 2011     | 1.55                |
| 85           | 20           | "The Princesses and the Frog" "(As Princesas e o Sapo)"            | Andrew McCarthy     | Leila Gerstein                   | 2 de maio de 2011       | 1.27                |
| 86           | 21           | "Shattered Bass" "(Bass em Pedaços)"                               | Allison Liddi-Brown | Sara Goodman                     | 9 de maio de 2011       | 1.20                |
| 87           | 22           | "The Wrong Goodbye" "(O Adeus Errado)"                             | Patrick Norris      | Joshua Safran                    | 16 de maio de 2011      | 1.36                |

### 5ª Temporada: 2011-2012
A quinta temporada da série de televisão americana de drama adolescente Gossip Girl estreou na The CW em 26 de setembro de 2011, e terminou em 14 de maio de 2012, consistindo um total de 24 episódios. Baseado na série de livros do mesmo nome de Cecily von Ziegesar, a série foi desenvolvida para a televisão por Josh Schwartz e Stephanie Savage. A The CW renovou oficialmente a série para uma quinta temporada em 26 de abril de 2011.
Mais tarde foi anunciado que Taylor Momsen, que interpretou Jenny Humphrey desde o piloto, e Jessica Szohr, que se juntou à série como Vanessa Abrams na primeira temporada, não voltariam para a quinta temporada como regulares.
Com a confirmação do cronograma de 2011-12, a The CW anunciou que Gossip Girl voltaria às segundas-feiras às 20:00 como uma introdução para Hart of Dixie.

## Enredo
A temporada começou com Serena, Chuck e Nate de férias na Califórnia, onde conheceram a personagem Diana. Já Blair e Dan passaram o verão como amigos próximos, algo que nunca tinha acontecido. A temporada começou também com a bombástica notícia de que Blair estava grávida. Ela escondeu a gravidez, mas depois assumiu perante a realeza. Por outro lado, Vanessa publicou o livro de Dan sem o seu consentimento, o que faz todos os colegas de Dan ficarem chateados com ele pois o livro era, indiretamente, sobre a história deles e a boa vida das famílias ricas de Manhattan. Apesar disso, o livro tornou-se um sucesso, e foi a partir daí que Dan ganhou fama como escritor.
Na primeira parte da temporada, foram feitos os preparativos para o casamento real de Blair e Louis, mas dúvidas sobre de quem era o bebê e se ainda gostava de Chuck surgiam em sua cabeça. Infelizmente, Blair perdeu o bebê num acidente de carro enquanto tentava fugir com Chuck. No 13º episódio, Blair casou-se com Louis, mas logo percebeu que o casamento deles seria uma farsa e que o real amor de sua vida era Chuck. 
Mais tarde, Blair teve uma relação secreta com Dan, mas não durou muito tempo, e ela conseguiu se divorciar de Louis. Esta temporada também foi muito acerca da personagem Charlie. Ao longo do tempo, ela fingiu ser da família, sendo descoberta várias vezes, portanto, no episódio 16, os van der Woodsen descobrem que ela era uma atriz contratada para que a verdadeira filha de Carol não conhecesse o estilo de vida dos socialites. Mais tarde, a família conheceu a verdadeira Lola Rhodes, que se mostrou uma super simpática que também tinha o sonho de ser atriz. 
Ao longo da temporada, Serena tentou descobrir quem era a Gossip Girl e chegou a pensar que era Georgina, mas não. Também ao longo da temporada, Nate trabalhou como o dono do NYSpectator.
O final da 5º temporada foi cheio de surpresas e revelações: Lola é, na verdade, filha de William van der Woodsen (pai de Serena), o que as torna meias-irmãs. Também é revelado que a verdadeira mãe de Chuck é Diana Paine. O epílogo desta temporada também conta com o fim do casamente de Lily e Rufus; a volta de Bart Bass; Nate e Lola juntos; Dan e Serena solteiros e Blair e Chuck juntos novamente. Além disso, Cece Rhodes, avó de Serena e Erick e mãe de Lily, vem a falecer no 22º episódio.

## Elenco e personagens

### Elenco regular
- Blake Lively como Serena van der Woodsen
- Leighton Meester como Blair Waldorf
- Penn Badgley como Dan Humphrey
- Chace Crawford como Nate Archibald
- Ed Westwick como Chuck Bass
- Kaylee DeFer como  Charlie Rhodes
- Kelly Rutherford como  Lily Humphrey
- Matthew Settle como Rufus Humphrey
- Kristen Bell como Gossip Girl (não creditado)

### Regulares recorrentes
- Michelle Trachtenberg como Georgina Sparks
- Margaret Colin como Eleanor Waldorf-Rose
- Zuzanna Szadkowski como Dorota Kishlovsky
- Elizabeth Hurley como Diana Payne
- Ella Rae Peck como Lola Rhodes

### Elenco recorrente
- Hugo Becke como Louis Grimaldi
- Joane Whalley como Sophie Grimaldi
- Roxane Mesquita como Beatrice Grimaldi
- Sheila Kelley como Carol Rhodes
- Brian J. Smith como Max Harding
- Wallace Shawn como Cyrus Rose
- Alice Callahan como Jessica Leitenberg
- Amanda Setton como Penelope Shafai
- Nan Zhang como Kati Farkas

### Elenco convidado
- Michael Michele como Jane
- Zoë Bell como ela mesma
- Caroline Lagerfelt como Cece Rhodes
- Aaron Tveit como Tripp van der Bilt
- William Baldwin como William van der Woodsen
- Desmond Harrington como Jack Bass
- Robert John Burke como Bart Bass

## Episódios
| N.º na série | N.º na temp. | Título                                                              | Dirigido por     | Escrito por          | Exibição original       | Audiência (milhões) |
| ------------ | ------------ | ------------------------------------------------------------------- | ---------------- | -------------------- | ----------------------- | ------------------- |
| 88           | 1            | "Yes, Then Zero" "(Sim e Acabou)"                                   | Mark Piznarski   | Joshua Safran        | 26 de setembro de 2011  | 1.37                |
| 89           | 2            | "Beauty and the Feast" "(A Bela e a Festa)"                         | Mark Piznarski   | Sara Goodman         | 3 de outubro de 2011    | 1.34                |
| 90           | 3            | "The Jewel of Denial" "(A Joia da Negação)"                         | Larry Shaw       | Amanda Lasher        | 10 de outubro de 2011   | 1.27                |
| 91           | 4            | "Memoirs of an Invisible Dan" "(Memórias de Um Dan Invisível)"      | Tate Donovan     | Amy B. Harris        | 17 de outubro de 2011   | 1.16                |
| 92           | 5            | "The Fasting and the Furious" "(Famintos e Furiosos)"               | Joe Lazarov      | Peter Elkoff         | 24 de outubro de 2011   | 1.36                |
| 93           | 6            | "I Am Number Nine" "(Eu Sou o Número Nove)"                         | Andy Wolk        | Jake Coburn          | 7 de novembro de 2011   | 1.26                |
| 94           | 7            | "The Big Sleep No More" "(Gente Grande Não Cochila)"                | Vince Misiano    | Dan Steele           | 14 de novembro de 2011  | 1.24                |
| 95           | 8            | "All the Pretty Sources" "(Todas as Belas Fontes)"                  | Cherie Nowlan    | Austin Winsberg      | 21 de novembro de 2011  | 1.35                |
| 96           | 9            | "Rhodes to Perdition" "(A Caminho da Perdição)"                     | Andrew McCarthy  | Natalie Krinsky      | 28 de novembro de 2011  | 1.32                |
| 97           | 10           | "Riding in Town Cars with Boys" "(Andando de Carro com os Garotos)" | Vince Misiano    | Amanda Lasher        | 5 de dezembro de 2011   | 1.28                |
| 98           | 11           | "The End of the Affair?" "(O Fim do Caso?)"                         | Michael Grossman | Sara Goodman         | 16 de janeiro de 2012   | 1.29                |
| 99           | 12           | "Father and the Bride" "(O Padre e a Noiva)"                        | Amy Heckerling   | Peter Elkoff         | 23 de janeiro de 2012   | 1.11                |
| 100          | 13           | "G.G."                                                              | Mark Piznarski   | Joshua Safran        | 30 de janeiro de 2012   | 1.39                |
| 101          | 14           | "The Backup Dan" "(Dan Quebra-Galho)"                               | David Warren     | Matt Whitney         | 6 de fevereiro de 2012  | 1.25                |
| 102          | 15           | "Crazy, Cupid, Love" "(Cupido Louco)"                               | Matt Penn        | Austin Winsberg      | 13 de fevereiro de 2012 | 1.13                |
| 103          | 16           | "Cross Rhodes" "(Caminhos Cruzados)"                                | John Terlesky    | Amy B. Harris        | 20 de fevereiro de 2012 | 1.00                |
| 104          | 17           | "The Princess Dowry" "(O Dote da Princesa)"                         | Andrew McCarthy  | Jake Coburn          | 27 de fevereiro de 2012 | 1.11                |
| 105          | 18           | "Con Heir" "(Herdeira Ladra)"                                       | Joe Lazarov      | Annemarie Navar-Gill | 2 de abril de 2012      | 0.97                |
| 106          | 19           | "It Girl, Interrupted" "(Garota It Interrompida)"                   | Omar Madha       | Amanda Lasher        | 9 de abril de 2012      | 0.98                |
| 107          | 20           | "Salon of the Dead" "(Festa Morta)"                                 | Norman Buckley   | Natalie Krinsky      | 16 de abril de 2012     | 1.06                |
| 108          | 21           | "Despicable B" "(Blair Desprezível)"                                | David Warren     | Austin Winsberg      | 23 de abril de 2012     | 0.99                |
| 109          | 22           | "Raiders of the Lost Art" "(Caçadores da Arte Perdida)"             | Bart Wenrich     | Jake Coburn          | 30 de abril de 2012     | 1.02                |
| 110          | 23           | "The Fugitives" "(Os Fugitivos)"                                    | Andy Wolk        | Matt Whitney         | 7 de maio de 2012       | 0.83                |
| 111          | 24           | "The Return of the Ring" "(O Retorno do Anel)"                      | J. Miller Tobin  | Sara Goodman         | 14 de maio de 2012      | 1.14                |

## Produção
As filmagens da temporada começaram em 7 de julho de 2011. Em 3 de agosto, The CW encomendou dois episódios adicionais, totalizando 24 episódios para esta temporada.

### Elenco
Blake Lively, Leighton Meester, Penn Badgley, Chace Crawford e Ed Westwick todos retornam em seus personagens como Serena, Blair, Dan, Nate e Chuck, respectivamente. Kaylee DeFer foi promovida a personagem regular, enquanto Taylor Momsen e Jessica Szohr foram convidadas para fazer aparições especiais. Kelly Rutherfor e Matthew Settle também retornam em seus personagens, como Lily Humphrey e Rufus Humphrey, respectivamente.
Em 6 de abril de 2011, foi anunciado que a estrela da série 10 Things I Hate About You, Ethan Peck aparecerá como uma estrela convidada. Peck fez sua estréia no final da quarta temporada e estava em negociações com os produtores para aparecer como um personagem recorrente na quinta temporada. Peck mais tarde filmou cenas da série junto com Lively. A atriz e modelo francesa Roxane Mesquida interpretou Beatrice, irmã de Louis e a inimiga de Blair em um papel recorrente nesta temporada. A atriz Elizabeth Hurley interpretou a jornalista Diana Payne que esteve em vários episódios da temporada, seu personagem foi descrito como sexy, inteligente e auto-suficiente, que manipula todo mundo para seguir o seu jogo". O ator da série Lost, Marc Menard, vai se juntou ao elenco em um papel recorrente em potencial interpretando o padre Cavalia, um padre bonito de Mônaco que presidirá o casamento de Blair. Brian J. Smith foi escolhido como um possível interesse amoroso por Serena. Connor Paolo, que era regular na série Revenge da ABC, não retornaria na série em seu papel como Eric van der Woodsen dizendo, "Terminei. Na vida você nunca deve ver para trás, apenas para frente". Em 16 de agosto de 2011, a revista Elle entrevistou Taylor Momsen, afirmando que ele havia renunciado a série para se concentrar totalmente em sua carreira musical. A atriz e dublê Zoë Bell apareceu no primeiro episódio da temporada. New York Magazine notou a aparição do escritor Jay McInerney, que repete seu personagem como Jeremiah Harris. Aaron Tveit, que anteriormente apareceu como primo de Nate, Trip Vanderbilt na terceira temporada de Gossip Girl, retornou a série para repetir seu personagem.
Michelle Trachtenberg repetiu sua personagem Georgina Sparks, que sua apareceu no final da quarta temporada. Sua primeira aparição será foi no centésimo episódio da série.

## Lançamento
Com a mudança para as 20h00, a The CW cobrava US$ 50.304 por um espaço promocional de 30 segundos antes da quinta temporada começar a ser exibida.

### Ratings
A temporada foi vista por 1,37 milhões de televisores e a pontuação média de 7 anos entre adultos de 19-49 anos, mostrando queda de 0,3 versus o da temporada anterior. O episódio 12 teve o menor público com 1,11 milhões de telespectadores.

### 6ª Temporada: 2012
| N.º na série | N.º na temp. | Título                                                         | Dirigido por   | Escrito por                      | Exibição original      | Audiência (milhões) |
| ------------ | ------------ | -------------------------------------------------------------- | -------------- | -------------------------------- | ---------------------- | ------------------- |
| 112          | 1            | "Gone Maybe Gone" "(Foi-se ou Não?)"                           | Mark Piznarski | Josh Schwartz & Stephanie Savage | 8 de outubro de 2012   | 0.78                |
| 113          | 2            | "High Infidelity" "(Alta Infidelidade)"                        | Joe Lazarov    | Annemarie Navar-Gill             | 15 de outubro de 2012  | 0.78                |
| 114          | 3            | "Dirty Rotten Scandals" "(Escândalos Podres)"                  | Bart Wenrich   | Natalie Krinsky                  | 22 de outubro de 2012  | 0.95                |
| 115          | 4            | "Portrait of a Lady Alexander" "(O Retrato de Lady Alexander)" | Andy Wolk      | Matt Whitney                     | 5 de novembro de 2012  | 0.66                |
| 116          | 5            | "Monstrous Ball" "(Baile Desastroso)"                          | Amy Heckerling | Sara Goodman                     | 12 de novembro de 2012 | 0.73                |
| 117          | 6            | "Where the Vile Things Are" "(Onde os Podres Estão)"           | Norman Buckley | Dan Steele                       | 19 de novembro de 2012 | 0.72                |
| 118          | 7            | "Save the Last Chance" "(A Última Oportunidade)"               | Anna Mastro    | Jessica Queller                  | 26 de novembro de 2012 | 0.84                |
| 119          | 8            | "It's Really Complicated" "(As Coisas Estão Complicadas)"      | John Stephens  | Jake Coburn                      | 3 de dezembro de 2012  | 0.79                |
| 120          | 9            | "The Revengers" "(Os Vingadores)"                              | Patrick Norris | Sara Goodman & Natalie Krinsky   | 10 de dezembro de 2012 | 1.06                |
| 121          | 10           | "New York, I Love You XOXO" "(Nova York, Eu Te Amo, BEIJOS)"   | Mark Piznarski | Stephanie Savage                 | 17 de dezembro de 2012 | 1.55                |

### Especiais
Um episódio especial, que não faz parte da continuidade oficial, foi produzido para complementar a primeira temporada e foi transmitido pela CW em 28 de janeiro de 2008. Uma retrospectiva de toda a série foi ao ar em 17 de dezembro de 2012, antes do episódio final da série.
| № | Título                  | Dirigido por     | Exibição original      | Código de produção | Audiência (milhões) |
| - | ----------------------- | ---------------- | ---------------------- | ------------------ | ------------------- |
| 1 | "Gossip Girl: Revealed" | Stephanie Savage | 28 de janeiro de 2008  | S01                | 1.72                |
| 2 | "Gossip Girl: XOXO"     | Stephanie Savage | 17 de dezembro de 2012 | S06                | 1.28                |

## Webisódios

### Chasing Dorota
A CW exibiu seis mini-webisódios centralizados em Dorota, a empregada dos Waldorf.
| № | Título       | Dirigido por | Escrito por       | Exibição original   |
| - | ------------ | ------------ | ----------------- | ------------------- |
| 1 | "Episódio 1" | Bart Wenrich | Jeanne Leitenberg | 20 de abril de 2009 |
| 2 | "Episódio 2" | Bart Wenrich | Jeanne Leitenberg | 20 de abril de 2009 |
| 3 | "Episódio 3" | Bart Wenrich | Jeanne Leitenberg | 20 de abril de 2009 |
| 4 | "Episódio 4" | Bart Wenrich | Jeanne Leitenberg | 20 de abril de 2009 |
| 5 | "Episódio 5" | Bart Wenrich | Jeanne Leitenberg | 20 de abril de 2009 |
| 6 | "Episódio 6" | Bart Wenrich | Jeanne Leitenberg | 20 de abril de 2009 |